# Vettermühle
Vettermühle (fränkisch: Fäddamühl) ist ein Gemeindeteil der Stadt Scheinfeld im Landkreis Neustadt an der Aisch-Bad Windsheim (Mittelfranken, Bayern). Vettermühle liegt in der Gemarkung Oberlaimbach.

## Lage
Die Einöde liegt am Laimbach. Ein Anliegerweg führt 120 Meter westlich zur Bundesstraße 8, die nach Oberlaimbach (0,5 km nordwestlich) bzw. nach Langenfeld verläuft (3,7 km südwestlich), bzw. 140 Meter südöstlich zur Kreisstraße NEA 30, die zur B 8 (0,1 km südwestlich) bzw. nach Unterlaimbach verläuft (0,4 km östlich).

## Geschichte
Der Ort wurde im Casteller Lehenbuch von 1413 als „Mul zwischen den zweien leymbachen gelegen“ erstmals urkundlich erwähnt. 1617 wurde sie nach ihrem Besitzer als „Merckmühl“ erwähnt, 1835 wurde sie erstmals „Vettermühle“ genannt, ebenfalls nach dem Familiennamen des Besitzers.
Mit dem Gemeindeedikt (frühes 19. Jahrhundert) wurde Vettermühle dem Steuerdistrikt und der Munizipalgemeinde Scheinfeld zugeordnet. Wenig später wurde der Ort in die neu gebildete Ruralgemeinde Oberlaimbach eingegliedert. Im Zuge der Gebietsreform in Bayern erfolgte am 1. Januar 1972 die Eingemeindung nach Scheinfeld.

### Einwohnerentwicklung
| Jahr      | 001818 | 001840 | 001861 | 001871 | 001885 | 001900 | 001925 | 001950 | 001961 | 001970 | 001987 |
| Einwohner | 7      | 8      | *      | 11     | 8      | 6      | 6      | 7      | 3      | 7      | 6      |
| Häuser    | 1      | 1      |        |        | 1      | 1      | 1      | 1      | 1      |        | 2      |
| Quelle    | [ 7 ]  | [ 11 ] | [ 12 ] | [ 13 ] | [ 14 ] | [ 15 ] | [ 16 ] | [ 17 ] | [ 18 ] | [ 19 ] | [ 1 ]  |

## Religion
Vettermühle ist seit der Reformation evangelisch-lutherisch geprägt und nach St. Peter und Paul (Oberlaimbach) gepfarrt.